# كريستوفر شيبر
كريستوفر شيبر (بالهولندية: Kristofer Schipper)‏ هو كاتب وأستاذ جامعي هولندي، ولد في 1934.